# 슬로 모션 (노래)
〈슬로 모션〉(일본어: スローモーション 스로모숀[*])은 일본의 여가수 나카모리 아키나(中森明菜)의 첫 번째 싱글이자 데뷔곡으로 1982년 5월 1일에 발매되었다. (EP: L-1600) 작사는 키스기 에츠코(来生えつこ)가, 작곡은 키스기 다카오(来生たかお)가, 편곡은 후나야마 모토키(船山基紀)가 담당하였다.
B사이드곡은 〈조건반사〉(条件反射 조켄한샤[*])로, 작사는 나카자토 츠즈루(中里綴), 작곡은 미무로 노보루(三室のぼる), 편곡은 역시 후나야마 모토키가 도맡았다. 나카모리 아키나는 1981년 니혼 테레비의 오디션 프로그램 《스타 탄생!》에서 우승한 이래 레코드 레이블을 워너 파이오니어로 정하고 로스앤젤레스에서 첫 싱글곡과 첫 앨범의 수록곡들을 녹음한 뒤. 1982년 5월 1일에 이 싱글로 데뷔하였다. 이 때 그녀의 레코딩 작업을 촬영한 영상은 데뷔 3년 뒤인 1985년 5월 1일 《처음 뵙겠습니다 나카모리 아키나》로 비디오로 출시되었다.
레코딩 작업을 마친 후, 귀국한 나카모리는 스태프들과 함께 데뷔곡 선곡에 참여했는데 당시 데뷔곡 후보곡들로는 모두 첫 앨범 《프롤로그 〈서막〉》에서 골랐는데 〈슬로우 모션〉, 〈은하전설〉, 〈당신의 포트레이트〉, 〈T셔츠 선셋〉 등 4곡이었다. 당시 여러 회사를 돌며 데뷔곡에 어울리는 곡들을 뽑아달라 설문조사를 한 소속사 켄온과 레이블 워너 파이오니어는 나카모리의 의견에 따라 그녀의 모교인 기요세 시립 중학교에서도 설문조사를 진행하였다. 이 조사에서는 〈T셔츠 선셋〉, 그리고 차점곡으로 〈슬로우 모션〉이 뽑혔다. 나카모리는 개인적으로 〈은하전설〉이 가장 마음에 든다 했으나, 스태프들의 의견에 따라 〈슬로우 모션〉으로 최종 낙점되었다.
그러나 나카모리의 곡은 활동 당시에는 그다지 히트를 하지 못하여서 1982년 5월 10일에 오리콘 주간 싱글차트에 58위로 처음 올라온 이래 7월 26일에는 최고순위 30위에 머물렀다. 이유로는 그녀가 동기들 중 가장 늦게 데뷔했으며, 곡조 또한 당시 동기들이 부른 노래와 크게 다르지 않았기 때문에 발매 당시에는 부진한 모습을 보였다. 그러나 후속 싱글곡 〈소녀A〉가 인기를 얻은 후에 덩달아 다시 곡이 조명을 받으며 오리콘 차트 톱100에 총 39주 동안 올라왔다.

## 평가 및 반응
음악전문 웹사이트인 CD 저널에서는 이 곡이 당시 아이돌들이 부르던 노래의 전형적인 양상을 따라가고 있다고 지적하였다. 하지만 나카모리의 미성이 노래에 잘 맞아서 지금 들어도 꽤 신선하게 들린다고도 평했다.

## 수록곡
| #            | 제목                                  | 작사            | 작곡          | 편곡            | 재생 시간 |
| ------------ | ------------------------------------- | --------------- | ------------- | --------------- | --------- |
| 1.           | 〈〈슬로우 모션〉(スローモーション)〉 | 키스기 에츠코   | 키스기 다카오 | 후나야마 모토키 | 4:07      |
| 2.           | 〈〈조건반사〉(条件反射)〉            | 나카자토 츠즈루 | 미무로 노보루 | 후나야마 모토키 | 4:03      |
| 총 재생 시간 | 총 재생 시간                          | 총 재생 시간    | 총 재생 시간  | 총 재생 시간    | 8:10      |

## 수상
- 제1회 메갈로폴리스 가요제 - 신인부문입상
- 제15회 전일본유선방송대상 (상반기) - 신인상
- 오리콘 월간신인상 - 1982년 7월
- 제7회 FM 도쿄 라이온리스너즈 그랑프리 - 그랑프리

## 발매 일정
| 버전                     | 일정             | 레이블         | 포맷               |
| ------------------------ | ---------------- | -------------- | ------------------ |
| 〈슬로우 모션〉          | 1982년 5월 1일   | 워너 뮤직 재팬 | EP (L-1600)        |
| 〈슬로우 모션〉 (재발매) | 1988년 7월 25일  | 워너 뮤직 재팬 | 8cmCD (10SL-130)   |
| 〈슬로우 모션〉 (재발매) | 1988년 12월 21일 | 워너 뮤직 재팬 | CT (10L5-4040)     |
| 〈슬로우 모션〉 (재발매) | 1998년 11월 26일 | 워너 뮤직 재팬 | 12cmCD (WPC6-8658) |
| 〈슬로우 모션〉 (재발매) | 2008년 11월 12일 | 워너 뮤직 재팬 | 디지털 다운로드    |